# Journal intime d'un prince charmant
Journal intime d'un prince charmant (Herztöne) est un téléfilm allemand réalisé par Sven Bohse et diffusé en 2013.

## Synopsis
Lissie, journaliste dans un magazine people, désespère de voir sa rédactrice en chef lui confier un grand reportage. Un jour, elle s'aperçoit que le beau Paul, avec qui elle a passé une soirée torride alors qu'il lui venait en aide, est fiancé à une princesse. Elle y voit l'occasion de négocier avec lui une exclusivité sur le couple et les préparatifs du mariage.

## Fiche technique
- Titre original : Herztöne
- Réalisation : Sven Bohse
- Scénario : Birgit Maiwald
- Photographie : Henner Besuch
- Musique : Jessica de Rooij
- Date de diffusion :
  -  France : 4 janvier 2014 sur M6

## Distribution
- Jennifer Ulrich (VF : Barbara Probst) : Lissie Lensen
- Pasquale Aleardi (VF : Jérôme Rebbot) : Paul Ingwersen
- Peter Prager (VF : Mario Pecqueur) : Johannes Ingwersen
- Andrea Sawatzki (VF : Anne Massoteau) : Carmen Klausen
- Mira Bartuschek (VF : Dorothée Pousséo) : Anne
- Trystan Wyn Puetter (VF : Valéry Schatz) : Gregor
- Christian Näthe (VF : Fabrice Fara) : Claudius
- Mirjam Weichselbraun : Princesse

 Source et légende : version française (VF) sur RS Doublage